# Telestes dabar
Telestes dabar  (лат.) — вид лучепёрых рыб рода Telestes семейства карповых (Cyprinidae). Впервые описан группой ихтиологов в 2012 году.

## Распространение, среда обитания
Эндемик Боснии и Герцеговины. Telestes dabar и Phoxinellus pseudalepidotus — единственные виды рыб и вообще единственные позвоночные, эндемичные для этой страны. Встречается на территории Дабарского полья в восточной Герцеговине, в реках Вриека и Опачица. Предпочитает мелководные участки с чистой стоячей водой, питающиеся за счёт подземных источников.

## Описание
Ближайшие родственники Telestes dabar — виды Telestes miloradi и Telestes metohiensis, также являющиеся балканскими эндемиками. Строение и генетика трёх этих видов заметно отличаются от прочих представителей рода Telestes.
Тело длиной до 7,9 см, с 39—41 позвонками. Верхняя губа мясистая; нижняя челюсть удлинённая.